# 卢芭·戈洛维娜
卢芭·戈洛维娜（1990年4月20日—），格鲁吉亚女子蹦床运动员，2019年欧洲运动会女子个人网上银牌得主、2023年世界蹦床锦标赛女子个人网上团体铜牌得主。